# Annie Leibovitz
Anna-Lou (Annie) Leibovitz (Waterbury, Connecticut, 2 de outubro de 1949) é uma fotógrafa estadunidense que se notabilizou por realizar retratos, e cuja marca é a colaboração íntima entre a retratista e seu retratado.

## Biografia
Leibovitz começou a interessar-se por fotografia após uma viagem de visita a sua família, que estava a viver nas Filipinas. Durante alguns anos ela continuou a desenvolver as suas aptidões ao mesmo tempo em que teve diversas ocupações, inclusive na época em que viveu num kibbutz, em Israel, em 1969.
De volta aos Estados Unidos, em 1970, começou a trabalhar na revista Rolling Stone. Em 1971, ela foi nomeada chefe de fotografia da revista, tendo permanecido até 1983. O seu estilo de fotografar as celebridades ajudou a definir o visual da revista.
Publicou seis livros de fotografias: Photographs, Photographs 1970-1990, American Olympians, Women,  American Music e A Photographer’s Life 1999-2007.
Leibovitz assumiu uma relação com a escritora Susan Sontag, de quem esteve sempre próxima nos últimos anos de vida. Atualmente Leibovitz tem trabalhado com artistas como por exemplo Vanessa Hudgens e Zac Efron, para o projeto "Disney Dream Portrait" um projeto da Disney World.
Alguns dos seus projetos mais conhecidos são:
- 1975 - foi a fotógrafa da revista Rolling Stone escolhida para acompanhar a turnê dos Rolling Stones nas Américas.
- anos 1980 - fotografou inúmeras celebridades para a campanha publicitária mundial do cartão American Express.
- Desde 1983 - trabalhando como fotógrafa-retratista para a revista Vanity Fair.
- 1991 - exposição na National Portrait Gallery.
- Julho de 2006 - fotografou Suri Cruise, a filha de Tom Cruise e Katie Holmes, numa reportagem sobre o casal na revista Vanity Fair.

## Fotografias famosas
- John Lennon (com Yoko Ono) em foto realizada na manhã do dia de seu assassinato.
- Demi Moore nua com um fato pintado em seu corpo.
- Whoopi Goldberg numa banheira cheia de leite.
- Dan Aykroyd e John Belushi, em The Blues Brothers, com as faces pintadas de azul.
- Dolly Parton posando frente a Arnold Schwarzenegger exibindo seus músculos.
- Jennifer Hudson, a primeira cantora negra a aparecer na capa da Vogue.
- Michael Jackson, posou para a prestigiada e renomada fotógrafa Annie Leibovitz em setembro de 1989 para um ensaio exclusivo na Vanity Fair.